# チェジン
チェ・ジンソク（朝: 채진석、蔡晉碩、英: Chae Jin Seok、1995年12月26日（29歳））は、韓国の歌手、俳優である。MYNAMEのメンバーである。

## 人物
- 好きな食べ物：ピザ、スイカ、牛肉
- 好きな色：淡い青、紫
- 通常、チェジンと呼ばれる。
- MYNAMEの中では最年少（末っ子）で、可愛さが魅力であるが序々に男らしさを増している。
- マンネ（末っ子の意味）、ジナと呼ばれることもある。母性本能をくすぐるタイプで年上女性のファンも多い。

## 出演

### 舞台
- 音楽劇『さよならヨールプッキ』(2017年9月6日 - 9月10日)[1]
- 『あなたもきっと経験する恋の話2018』(2018年3月7日 - 10日)[2]